# Wolfsgrüner Schlösschen

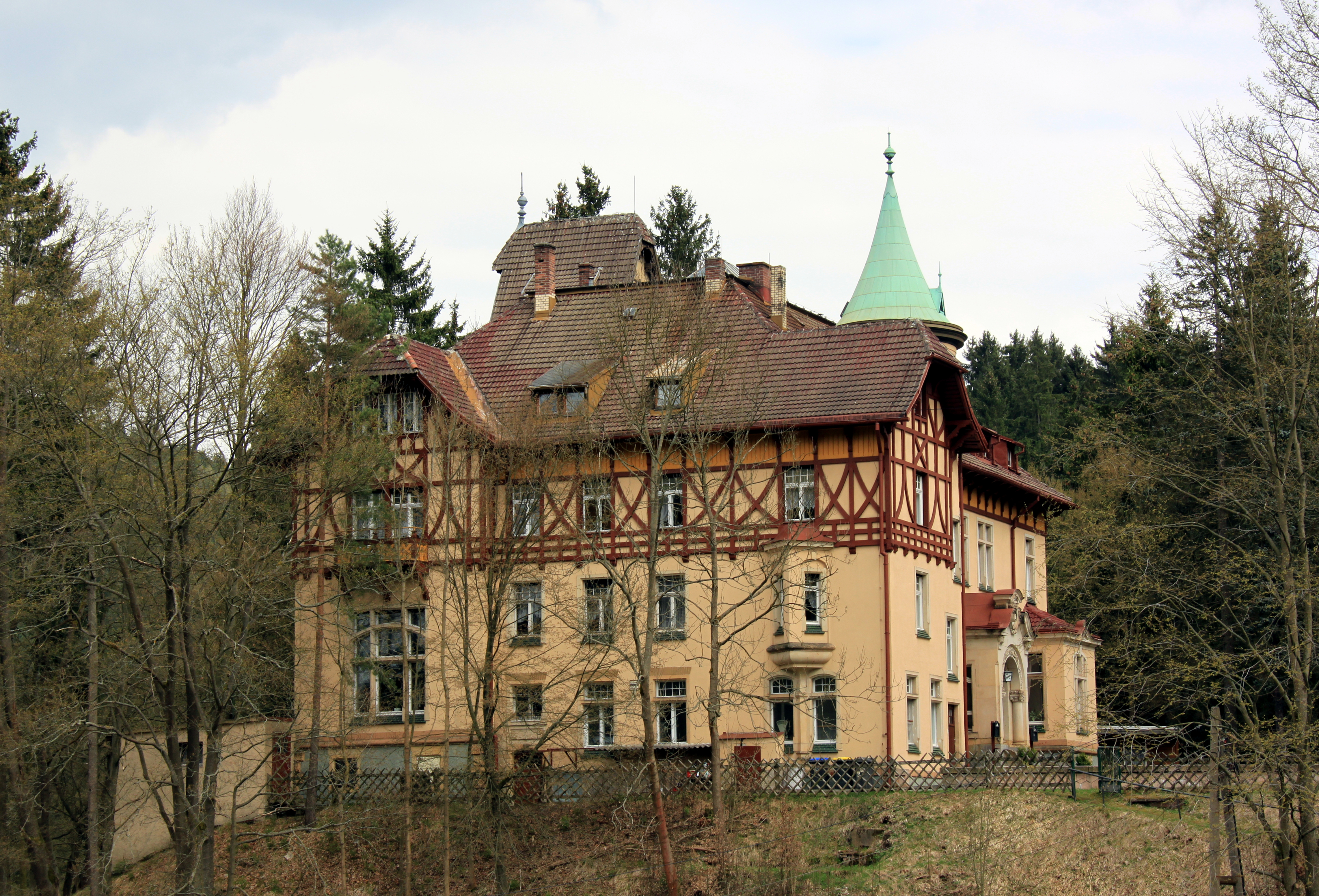
Wolfsgrüner Schlösschen

Das Wolfsgrüner Schlösschen ist eine Jugendstilvilla in Wolfsgrün, einem Ortsteil der Stadt Eibenstock im Erzgebirgskreis. Das für die Fabrikantenfamilie Bretschneider 1904 erbaute Herrenhaus wurde von dem Architekten Oswald Haenel entworfen.

## Beschreibung
Das Wolfsgrüner Schlösschen liegt in einer Parkanlage unweit der Bundesstraße 283. Das Foyer enthält eine originale Holzvertäfelung mit Schnitzarbeiten klassischer Jugendstilmotive. Auch die Stuckarbeiten an den Decken und Wänden sind von Jugendstilmotiven wie floralen Elementen und Jagdmotiven geprägt.

## Geschichte
Nachdem die Familie Bretschneider Mitte des 19. Jahrhunderts im Tal an der Zwickauer Mulde in dem Ort Wolfsgrün eine Holzstoff- und Papierfabrik eröffnet hatte, ließ sie sich 1904 etwas erhoben über den Fabrikanlagen ihr Herrenhaus errichten.
Nach Auszug der Familie Bretschneider befand sich in dem Gebäude bis 1945 ein Müttererholungsheim der Nationalsozialistischen Volkswohlfahrt (NSV), das daneben auch als Deutsches Zentralarchiv für Genealogie genutzt wurde. Nach 1945 war es zunächst die SED-Kreisschule „Rosa Luxemburg“ und dann ein Ferienheim, das höheren Parteifunktionären und deren Familien vorbehalten war.
Nachdem das Gebäude nach der Wende nachlässig bewirtschaftet wurde, ist es Mitte der 1990er Jahre von einem Investor aufgekauft und saniert worden. Das Haus wurde seit 1994 als Hotel genutzt. 2022 wurde das Anwesen durch die sektenähnliche Reichsbürgerbewegung „Königreich Deutschland“ des Reichsbürgers, Verschwörungstheoretikers und Esoterikers Peter Fitzek erworben, es sollen dort Seminare und Tagungen stattfinden. 2024 wurde das Gebäude samt dazugehörigen Waldgrundstücken von der Bundesanstalt für Finanzdienstleistungsaufsicht beschlagnahmt.